# Будинок народного училища (Ніжин)
Будинок народного училища або Будинок окружного суду — пам'ятка архітектури та пам'ятка історії місцевого значення у Ніжині. Нині тут розміщується школа № 1.

## Історія
Рішенням Чернігівської обласної державної адміністрації від 28.12.1998 № 856 надано статус пам'ятник історії місцевого значення з охоронним № 6947 під назвою «Будинок Ніжинського окружного суду, де працював видатний український історик О. М. Лазаревський (1834—1902 роки)».
Спочатку було внесено до «списку нововиявлених пам'яток архітектури» під назвою «Садиба Пелепонова (Присутні місця, Окружний суд)».
Наказом Міністерства культури і туризму від 21.12.2012 № 1566 надано статус «пам'ятник архітектури місцевого значення» з охоронним № 10018-Чр під назвою «Будинок народного училища».

## Опис
У 1789 році в будинку було відкрито «Ніжинське народне училище» (з 1812 — Ніжинське повітове училище), де навчався декабрист Микола Мозгалевський. В 1817 (1816) училище переїхало в будинок № 13 Московської вулиці, а на його місці звели новий будинок повітового суду — через якого отримала назву вулиця Суддівська (сучасна Гребінки).
Кам'яний, двоповерховий, П-подібний у плані будинок. Центральний вхід акцентований 6-колонним плоским (6 напівколон) портиком, увінчаний трикутним фронтоном. Віконні отвори обрамлені нішами.
Тут у «Ніжинському окружному суді» у період 1874—1879 років на посаді члена суду працював український історик Олександр Лазаревський. Встановлено меморіальну дошку.
Крім того, на фасаді будинку встановлено меморіальну дошку полковнику Армії УНР Івану Дубовому.